# Felipe del Río Crespo
Felipe del Río Crespo (* 9. September 1912 in Santander; † 22. April 1937 in Lamiaco) war ein spanisches Fliegerass. Er gilt als einer der bekanntesten Jagdflieger der Republik im Spanischen Bürgerkrieg.

## Karriere
Del Río Crespo war zunächst als Pilot in der zivilen Luftfahrt und ab 1933 für das Militär tätig. Im Bürgerkrieg schlug er sich auf die Seite der Republik. Er flog zunächst einen Bomber vom Typ Breguet 19 und später eine Polikarpow I-15. Am 15. April 1937 gelang ihm bei Bilbao der erste Abschuss einer Dornier Do 17, eines relativ neuen Bombers, der wegen seiner Geschwindigkeit für unangreifbar gehalten worden war. Der Pilot der Do 17, Leutnant Hans Sobotka, starb dabei, die beiden anderen Besatzungsmitglieder konnten sich mit Fallschirmen retten. Wenige Tage später, am 22. April, wurde del Río Crespo selbst zum Absturz gebracht, entweder von Günther Radusch oder von Feldwebel Franz Heilmayer.
Insgesamt soll del Río Crespo sechs oder sieben feindliche Flugzeuge abgeschossen haben. Zuletzt hatte er den Dienstgrad eines Hauptmanns (spanisch Capitán) inne.